# Euploea melancholica
Euploea melancholica är en fjärilsart som beskrevs av Butler 1866. Euploea melancholica ingår i släktet Euploea och familjen praktfjärilar. Inga underarter finns listade i Catalogue of Life.